# Hermann Gmeiner
 (juin 2021).
Si vous disposez d'ouvrages ou d'articles de référence ou si vous connaissez des sites web de qualité traitant du thème abordé ici, merci de compléter l'article en donnant les références utiles à sa vérifiabilité et en les liant à la section « Notes et références ».
 (juin 2021).
Pour les articles homonymes, voir Gmeiner.
Hermann Gmeiner (né le 23 juin 1919 à Alberschwende, dans le Vorarlberg, en Autriche et mort le 26 avril 1986 à Innsbruck dans le Tyrol) est connu pour avoir fondé après la Seconde Guerre mondiale l'association SOS Villages d'enfants.

## Biographie

### Naissance d'une vocation
Sixième enfant d'une famille paysanne qui en comptait neuf, Hermann Gmeiner perd sa mère à l'âge de cinq ans, sa sœur aînée Elsa joue dès lors le rôle de substitut maternel pour la fratrie, sauf pour Anton, dernier des garçons et adopté par un oncle. Ses excellents résultats scolaires à l'école du village natal valent à Hermann une bourse lui permettant de commencer en 1936 des études au lycée de Feldkirch mais il ne peut passer la Matura (baccalauréat) : étant enrôlé en 1940 dans la Wehrmacht, il est soldat en Finlande, Russie et en Hongrie. Blessé plusieurs fois, il rentre en 1945 et doit être hospitalisé jusqu'en novembre 1945, il aide ensuite son père à la ferme jusqu'au retour de captivité de l'aîné des garçons. Il passe alors la Matura et entame en 1946 des études de médecine qu'il finance en donnant des cours particuliers ou en travaillant à la clinique universitaire de Innsbruck. Catholique pratiquant, Gmeiner rencontre le prêtre Mayr qui le persuade de fonder un groupe de jeunesse à vocation sociale. La rencontre avec un garçon de 12 ans vivant à l'abandon durant l'hiver 1947 et le souvenir d'un jeune Russe qui lui avait sauvé la vie décident Gmeiner : ainsi naît le groupe de jeunesse catholique (katholische Pfarrjugendgruppe) de la paroisse de Mariahilf et la première expérience de Gmeiner, celle qui aboutira à la création des Villages d'enfants SOS. Il convainc 16 adolescents de former une « troupe de choc » (Stoß-Trupp) pour lutter contre la misère des nombreux orphelins et enfants apatrides victimes de la guerre. Gmeiner arrive vite à la certitude que foyers et institutions ne sont pas la bonne solution, sa propre expérience le conduit à suivre la voie tracée par sa sœur Elsa: construire une maison pour ces enfants avec une « mère » qui leur offrirait un vrai foyer dans un vrai « village d'enfants » (Kinderdorf), il faut donc construire plusieurs maisons. 

### Le premier Kinderdorf, course d'obstacles
Dès février 1948, Gmeiner présente son idée à toutes les institutions possibles et imaginables, on lui rit au nez quand on ne le met pas à la porte. C'est alors que Mayr surprend Gmeiner en lui proposant de se présenter à l'élection au poste de responsable de la jeunesse pour toute l'université. Mais son succès à cette élection n'apporte que du travail supplémentaire au détriment de ses études, Gmeiner a cette fois la certitude qu'il ne peut compter que sur lui-même : il crée une association et trouve ses premiers appuis dans son cercle de connaissances. Le 25 avril 1949, l'assemblée générale constitutive adopte les buts de l'association baptisée Societas Socialis, nom qui contient en germe le futur sigle SOS : 
- création d'un village pour orphelins ;
- institution d'une structure destinée à protéger les mères non mariées ;
- création d'une « maison de la mère » (Mutterhaus) pour former des travailleuses sociales.

Limitée d'abord au Tyrol, avec pour siège Innsbruck, l'activité de l'association peut aussi se traduire par Save our Souls (sauvez nos âmes), qui deviendra plus tard SOS-Kinderdorf (village d'enfants SOS).
Gmeiner se concentre rapidement sur la base financière du projet : il suffit qu'un nombre suffisant de gens donnent un schilling, calcule-t-il, pour arriver à l'autonomie et il commence avec un capital de 600 schillings (43,60 euros), toutes ses économies personnelles. On lui prête alors un local dont il fait son bureau et il investit dans la confection de tracts que distribuent quelques connaissances. Premier miracle, Josef Koch, le maire de la petite ville de Imst, répond positivement à l'appel de Gmeiner et offre un terrain, certes sans eau ni électricité ni viabilité. Un ancien camarade de front accepte de construire la première maison à crédit et sans avance préalable, Gmeiner achète alors un baraquement bon marché à Innsbruck pour permettre le travail des bénévoles de plus en plus nombreux : l'argent qui commence à rentrer sert à populariser le projet et le 2 décembre 1949, la première maison du premier village d'enfants peut fêter sa mise hors d'eau, sans avoir déboursé jusque-là la moindre avance.
La même année, Gmeiner renonce à ses études pour se donner à temps plein à son entreprise, malgré les sarcasmes de certains et même les vexations policières. L'été 1949, son bureau est ainsi mis sous scellés et son compte bancaire bloqué, le « dossier Gmeiner » est suivi par la presse et les services secrets qui cherchent dans son passé ce qui pourrait lui nuire : l'église et l'État veulent bâillonner un concurrent, un gêneur de plus en plus populaire. Mais au printemps 1950, Gmeiner a déjà près de 1 000 donateurs réguliers et les dons plus importants commencent à arriver. Aussi, lorsque la commune de Imst accepte de viabiliser le terrain et d'y amener gratuitement eau et électricité, Gmeiner lance aussitôt la construction de 4 maisons supplémentaires.

### Le succès
La première « mère », Helene Diddl, a l'idée d'une grande campagne de cartes de Noël, fin 1950 toutes les dettes sont épongées et le 24 décembre 1950, cinq enfants qui venaient de perdre leurs parents emménagent dans la première maison, l'été suivant, les 5 maisons terminées abritent 45 enfants.
Le village d'enfants SOS repose sur le principe mère-fratrie-maison-village, il faut régler de nombreux problèmes aussi bien avec les « mères » qu'avec les institutions (statut juridique des enfants, suivi sanitaire, etc.) mais c'est le début de l'expansion du projet : l'été 1951, Gmeiner crée une représentation SOS à Vienne où un collaborateur efficace développe les campagnes dans toute l'Autriche. Au printemps 1952 près de 100 000 donateurs réguliers sont enregistrés, permettant la construction de deux nouvelles maisons et d'une maison commune abritant une infirmerie, une salle commune, une buanderie, des pièces pour la couture et les travaux manuels, ainsi que des réserves. En 1952 paraît le premier Kinderdorfbote (Messager du village d'enfants), trimestriel envoyé à tous les donateurs et qui, traduit progressivement dans d'autres langues, devient peu à peu le principal outil de popularisation des Villages d'enfants SOS, drainant des financements de plus en plus nombreux.
En 1953, Gmeiner crée à Caldonazzo, Italie, un camp de vacances qui deviendra le lieu de rencontre pour tous les Villages d'enfants SOS européens et un lieu de formation pour les futurs directeurs de villages. En 1954, la première école de formation des mères voit le jour à Innsbruck, en 1958 et malgré là aussi des difficultés initiales, le premier Kinderdorf allemand est ouvert. Suivent de nouveaux villages en Autriche, en France et en Italie.
Pour permettre l'expansion internationale, Gmeiner fonde le 26 novembre 1960 à Strasbourg la Fédération européenne des Villages d'enfants SOS, l'appellation SOS-Kinderdorf et l'emblème sont déposés pour les protéger juridiquement, les villages existant s'engagent à suivre les principes de Hermann Gmeiner, élu président à l'unanimité et c'est le début d'un développement international continu jusqu'à ce jour, en Europe, puis sur les autres continents. En visite à Séoul début 1963, Gmeiner lance la campagne « un grain de riz pour la Corée » dont le succès permet dès 1964 la fondation de l'association coréenne et l'ouverture en 1965 du premier village extra-européen à Daegu. C'est aussi en 1965 que SOS-Kinderdorf International remplace la fédération, avec son siège à Vienne. En 1966, en pleine guerre du Vietnam, la construction d'un village est décidée, il est ouvert en 1969 à Go Vap, dans la banlieue de l'actuelle Hô Chi Minh-Ville. Suivront l'Inde, entre autres pour les réfugiés du Tibet et pour finir l'Amérique latine et l'Afrique. À la mort de Gmeiner en 1986, 85 pays abritaient 40 000 enfants dans 233 villages. De nombreux mécanismes permettent aujourd'hui que les aides venues des pays riches profitent aux pays pauvres, tels le Hermann Gmeiner Fonds Deutschland e. V., les Amis suisses des Villages SOS (Schweizer Freunde der SOS-Kinderdörfer) ou SOS Villages d'Enfants en France. 
Conformément à son vœu, Hermann Gmeiner est inhumé dans « son » Kinderdorf à Imst et à ce jour (2006), 1 715 programmes ou institutions poursuivent son œuvre dans 132 pays ou territoires, permettant à plus de 60 000 enfants ou adolescents de grandir. Albert Schweitzer disait des Kinderdörfer qu'ils étaient le plus sympathique « miracle d'après-guerre ».